# Ilami Halimi
Ilami Halimi (Macedonisch: Илами Халими) (Vrapčište, 18 november 1975) is een Macedonische voetballer van Turkse origine die bij voorkeur als middenvelder speelt. Hij speelde negentien wedstrijden voor de nationale ploeg van Macedonië. Hij scoorde twee doelpunten voor het nationale team.

## Carrière
- 1986-1993: FC Split (jeugd)
- 1999-2000: NK Međimurje Čakovec
- 2000: FC Potroshnik
- 2000-2003: NK Varteks
- 2003-2004: FK Pobeda
- 2004: FK Shkendija 79 Tetovo
- 2004- 2007 : Lokomotiv Plovdiv
- 2008: FK Olimpik Bakoe
- 2008-2009 AGS Kastoria
- 2009-2011 DAC 1904 Dunajská Streda